# Pont suspendu auto-ancré

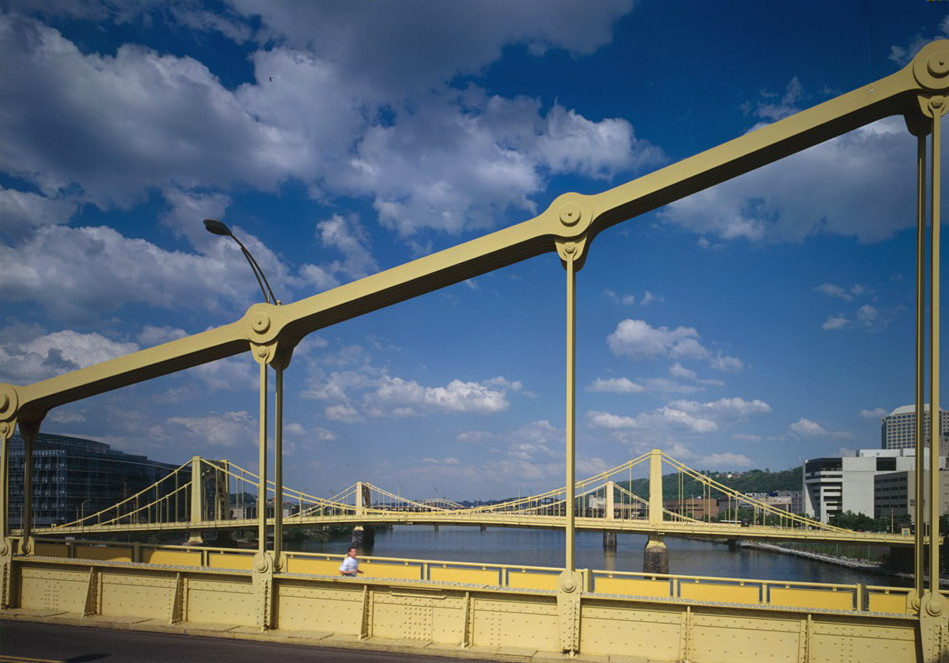
Trois ponts suspendus auto-ancrés (Three Sisters) à Pittsburgh.

Un pont suspendu auto-ancré est un type de pont suspendu dans lequel les câbles principaux sont fixés aux extrémités du pont, plutôt qu'au sol par l'intermédiaire de grands ancrages. Ce concept est bien adapté à la construction sur des piles surélevées ou dans des zones de sols instables dans lesquels les ancrages seraient difficiles à construire.

## Principe
Dans un pont suspendu auto-ancré, les charges verticales sont converties en forces de tension dans les câbles principaux, qui sont elles-mêmes contrecarrées par des forces de compression dans les tours et dans le tablier. Le système permet d'équilibrer les forces internes sans nécessiter d'ancrage externe, ce qui le rend idéal pour les sites dans lesquels des forces horizontales importantes sont difficiles à ancrer. Ce système est similaire à celui utilisé dans un pont bow-string dans lequel la compression des éléments de l’arc est équilibrée par la tension dans le tablier.

Différences entre les types de ponts
Pont suspendu avec les câbles principaux fixés au sol (carrés noirs).
Pont suspendu auto-ancré : les câbles principaux sont fixés aux extrémités du tablier.

## Histoire
Le pont suspendu auto-ancré a vu le jour au milieu du XIXe siècle. Une description en a été publiée par l'ingénieur autrichien Josef Langer en 1859, puis dans le brevet no 71 955 de l'ingénieur américain Charles Bender en 1867. La technique a été appliquée à une poignée de traversées du Rhin  en Allemagne au cours de la première moitié du XXe siècle.

## Quelques exemples
- La nouvelle travée orientale d'une portée de 385 mètres, mise en service en novembre 2012, du pont San Francisco qui traverse la baie de San Francisco (Californie, États-Unis). C'est une demi-travée auto-ancrée, unique vu que le pont n'a qu'un seul pylone. C'est néanmoins le plus grand pont suspendu auto-ancré du monde[2].

- Le pont de Konohana (1990) à Osaka (Japon) et le pont de Yeongjong (2000) à  Incheon en Corée du Sud, tous les deux ayant une travée centrale d'une portée de 300 mètres.
- Les Three Sisters de Pittsburgh (Pennsylvanie). Ces trois ponts parallèles sur l'Allegheny sont les premiers exemples (1924–1928) de ce type de pont aux États-Unis.
- Le Chelsea Bridge (1937) à Londres (Angleterre).
- Le pont Kuznechevsky (ru) à Arkhangelsk (Russie).

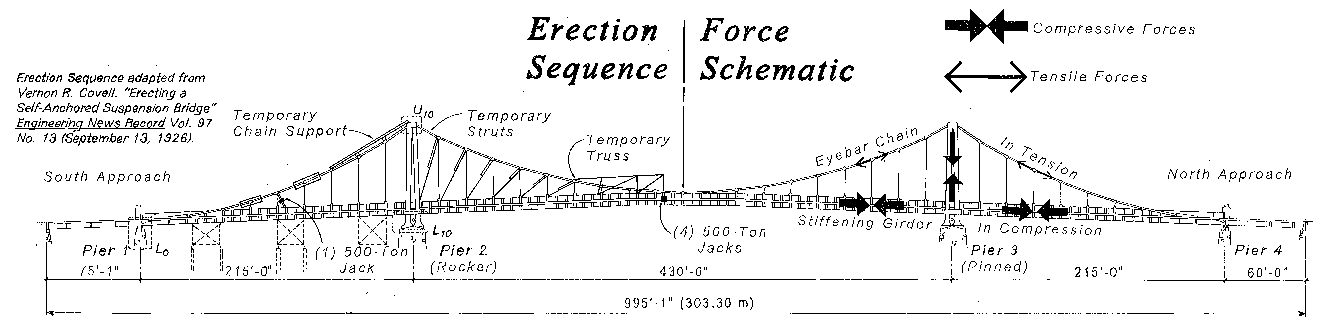
A gauche, Three Sisters Bridges : schéma des étaiements pour la construction ; à droite schéma des forces en présence.
La demi-travée est du pont de la baie de San Francisco est un pont suspendu auto-ancré, avec un seul pylone asymétrique.